# Петренко, Зиновий Георгиевич
Зиновий Георгиевич Петренко — советский деятель науки и оборонной промышленности.

## Биография
Родился в 1916 году в Нахичевани. Член КПСС.
В 1933—1939 гг. — мираб-поливальщик в Ферганской долине, директор машинно-тракторной станции в Киргизской ССР.
Участник Великой Отечественной войны.
Окончил физический факультет МГУ им. М. В. Ломоносова.
В 1945—1949 гг. — заведующий учебной части Щёлковского электровакуумного техникума.
В 1949—1984 гг. — научный сотрудник, конструктор оптических приборов, начальник отдела 130, главный конструктор НИИ-160, главный конструктор НИИ «Платан» в городе Фрязино Московской области.
Был удостоен Сталинской премии по Постановлению СМ СССР № 2221 от 22 октября 1954 года.
Умер в 1984 году во Фрязино.

## Награды
- Орден Октябрьской Революции